# رونکو کاناوزه
رونکو کاناوزه (به ایتالیایی: Ronco Canavese) یک کومونه در ایتالیا است که در استان تورین واقع شده است. رونکو کاناوزه ۹۶٫۷ کیلومتر مربع مساحت و ۳۱۹ نفر جمعیت دارد و ۹۵۶ متر بالاتر از سطح دریا واقع شده است.